# Puya hutchisonii
Puya hutchisonii är en gräsväxtart som beskrevs av Lyman Bradford Smith. Puya hutchisonii ingår i släktet Puya och familjen Bromeliaceae. Inga underarter finns listade i Catalogue of Life.